# Свети Харалампий (Панагия)
„Свети Харалампий“ (на гръцки: Αγίου Χαράλαμπου) е възрожденска православна църква край село Панагия, в северозападната част на остров Тасос, Гърция.

## Архитектура
Църквата е разположена източно извън селото, край пътя, водещ към Хриси Амудия. Представлява еднокорабен храм с дървен покрив и трем от юг, построена на планински склон с извор и дървета. Размерите на храма са 5 m ширина, 11 m дължина и 2,6 m височина и площ 57,87 m2. На изток няма издадена апсида. На запад по-късно е добавен екзонартекс и спомагателно помещение. На вградена плоча с двуглав орел има надпис „1814 Ι.Χ.Ρ. Κ(ωνσταντίνου) ∆(ραγομάνου) Μ(αυρογένη).“ Градежът е от камъни дебели 0,8 m. На крайгълните камъни има християнски символи. Храмът има два малки прозореца и вход 1,6 m на 1,8 m с пиластри от големи плочи от южната страна. Така църквата, построена върху по-стар разрушен храм, е една от най-старите датирани селищни църкви на острова.

## Вътрешност
Старата дървена врата е заменена с нова желязна. Целият храм е осветен от три малки прозорчета – едно на запад и две на юг, както и едно по-голямо и по-ново. Подът е от каменни плочи, а таванът е дъсчен. Владишкият трон е обикновен дървен. Има и дървен проскинитарий.
Иконостасът е украсен с флорални мотиви. От север са северната врата с изображение на Архангел Михаил, „Свети Харалампий“, „Света Богородица“, царските двери, „Свети Йоан Кръстител“ и южната врата с Архангел Гавриил. Светилището е повдигнато.